# Ganaplacide
Vous êtes invité à donner votre avis sur cette page de discussion, de manière argumentée en vous aidant notamment des critères d’admissibilité ou en présentant des sources extérieures et sérieuses.  
Après avoir apposé le modèle {{Admissibilité}} sur une page, suivez les étapes expliquées sur Wikipédia:Débat d'admissibilité/Aide :
| 1. | Créez la page de débat d'admissibilité.                                                                      | Sauvegardez d’abord la page pour l’initialiser puis indiquez votre motivation.     |
| 2. | Important : ajoutez une entrée dans la section Débat d'admissibilité du jour.                                | Utilisez ce texte : *{{L\|Ganaplacide}}                                            |
| 3. | Pensez à informer les contributeurs principaux de la page et les projets associés lorsque cela est possible. | Utilisez ce texte : {{subst:Avertissement débat d'admissibilité\|Ganaplacide}}~~~~ |

 (février 2025).
Le ganaplacide (nom de code de développement KAF156) est un médicament en cours de développement par Novartis pour traiter le paludisme. Il s'agit d'un dérivé de l'imidazolopipérazine,. Il a montré une activité contre les formes Plasmodium falciparum et Plasmodium vivax du parasite causant le paludisme.

## Pharmacologie
Le mécanisme d’action de ce médicament a pu être intuité en étudiant l'action du GNF179, un analogue du Ganaplacide, sur le plasmodium. Il s'avère que GNF179 inhibe une l'activité de GTPase d'une protéine cytoplasmique de type dynamine. Or cette activité est importante pour la formation du réticulum endoplasmique du parasite.

## Développement clinique
L'activité antipaludique des composés de la classe des imidazolopipérazines est découverte lors d'une série de criblages phénotypiques sensibles, conçus et réalisés en 2007 et 2008 par une équipe de biologistes travaillant à l'Institut de génomique de la Fondation de recherche Novartis et au Scripps Research Institute. Le produit principal est dévoilé en 2012 en tant que composé phare de la classe des imidazolopipérazines. 
Des études sur des modèles animaux sont publiées en 2014. 
Les études précliniques ne révèlent pas de problème de sécurité in vitro significatif. Une étude de phase 1 menée sur 70 hommes en bonne santé montre des effets gastro-intestinaux et neurologiques et permet de déterminer le dosage pour l'essai de phase 2.

### Tests d'efficacité et de tolérance
Un essai de phase 2, achevé en 2016, se déroule en Thaïlande et au Vietnam. Parmi les 21 patients ayant reçu une dose unique de 800 mg, 67 % ont éliminé l’infection, un taux comparable à celui d'autres traitements antipaludiques. Plus de la moitié des participants ont signalé des effets indésirables, plus fréquents chez ceux ayant reçu la dose unique de 800 mg que chez ceux ayant pris 400 mg pendant trois jours. L’effet indésirable le plus fréquent est une bradycardie asymptomatique, avec une diminution de la fréquence cardiaque en dessous de 60 battements par minute.
Un autre essai clinique multicentrique, randomisé, de phase 2, initié le 2 août 2017, est publié en 2023. Il évalue la combinaison du ganaplacide et du luméfantrine sur des patients atteints de paludisme à Plasmodium falciparum  en Afrique subsaharienne et en Asie du Sud-Est. Il conclut que les meilleurs résultats sont obtenus avec l'administration d'une dose pendant trois jours, et indique que ces résultats doivent être corroborés par une autre étude de phase 2. Une étude phase III est annoncée fin 2022.

### Tests des effets de résistance
En 2024, une évaluation in vitro sur les effets de résistance du parasite dans une combinaison KAF156 + luméfantrine fait part de « des signes encourageants pour l'utilisation du KAF156 dans un triple ACT afin de préserver l'utilisation des artémisinines le plus longtemps possible ».

## Économie
Les études sont réalisées par Novartis et bénéficient du soutien de la Fondation Bill-et-Melinda-Gates.
Le ganaplacide est couvert par le brevet américain 20130281403, déposé le 7 juin 2013 et détenu par ses inventeurs : Arnab Chatterjee, Advait Nagle, Tao Wu, David Tully et Kelli Kuhen. Bien que plusieurs demandes de brevet aient été déposées auparavant aux États-Unis, seule celle-ci a été approuvée.